# Голузиново
Голузиново — деревня в Гаврилов-Ямском районе Ярославской области России. Входит в состав Шопшинского сельского округа Шопшинского сельского поселения.

## География
Деревня находится в юго-восточной части области, в зоне хвойно-широколиственных лесов, при автодороге М8, на расстоянии примерно 15 километров (по прямой) к северо-западу от города Гаврилов-Ям, административного центра района. Абсолютная высота — 156 метров над уровнем моря.

### Климат
Климат характеризуется как умеренно континентальный, с умеренно холодной зимой и относительно тёплым летом. Среднегодовая температура воздуха — 3 — 3,5 °C. Средняя температура воздуха самого холодного месяца (января) — −13,3 °C; самого тёплого месяца (июля) — 18 °C. Вегетационный период длится около 165—170 дней. Годовое количество атмосферных осадков составляет 500—600 мм, из которых большая часть выпадает в тёплый период.

### Часовой пояс
Голузиново, как и вся Ярославская область, находится в часовой зоне МСК (московское время). Смещение применяемого времени относительно UTC составляет +3:00.

## Население
| 2007 | 2010 |
| ---- | ---- |
| 39   | ↘24  |

### Национальный состав
Согласно результатам переписи 2002 года, в национальной структуре населения русские составляли 86 % из 52 чел.

Данные переписи 1897 года.

Согласно данным переписных листов, в деревне проживало 218 человек: 109 мужчин (58% грамотных) и 109 женщин (30% грамотных). В деревне было около 33 домов, из которых 7 принадлежало семье Новиковых, 7 - Голяковых. 
Большая часть населения занималась земледелием. Помимо этого, 7 человек работали в Петербурге- дворниками, приказчиками, трактирщиками. Также у 4 семей была своя прислуга. В деревне был свой портной. 